# SummerSlam (2020)
SummerSlam (2020) — тридцать третье ежегодное pay-per-view-шоу SummerSlam, которое проводит федерация рестлинга WWE. Шоу прошло 23 августа 2020 года в Amway Center в Орландо, штат Флорида. На шоу пройдут матчи, в которых примут участие звёзды Raw и SmackDown.
Первоначально мероприятие планировалось провести в TD Garden в Бостоне, штат Массачусетс, но из-за пандемии COVID-19 мэр Бостона Марти Уолш объявил о приостановке всех крупномасштабных развлечений и о том, что до 7 сентября не будет выдаваться никакого разрешения на проведение мероприятий, которое может привлечь большую толпу. С середины марта WWE проводила большинство своих шоу в Подготовительном центре WWE в Орландо, где из-за пандемии не было ни одного фаната. С переездом в Amway Center SummerSlam станет первым крупным мероприятием WWE, проводимым за пределами Подготовительного Центра, хотя по-прежнему без какого-либо присутствия фанатов; вместо этого фанаты смогут присутствовать и быть замеченными практически на светодиодных досках в этом месте благодаря новому опыту под названием ThunderDome.

## Производство

### Предыстория
SummerSlam — это ежегодное летние pay-per-view выпускаемое WWE с августа 1988 года. Получившие название «The Biggest Party of the Summer» («Самая большая вечеринка лета»), шоу является одной из первых четырех pay-per-view промоушена, наряду с Рестлманией, Королевской Битвы и Серией Выживания, получившей название «Большая четверка». Это шоу считается вторым по величине событием WWE в этом году после WrestleMania. 2020 год станет тридцать третьим событием в хронологии SummerSlam и будет включать в себя рестлеров из брендов Raw и SmackDown.

#### Последствия пандемии КОВИД-19

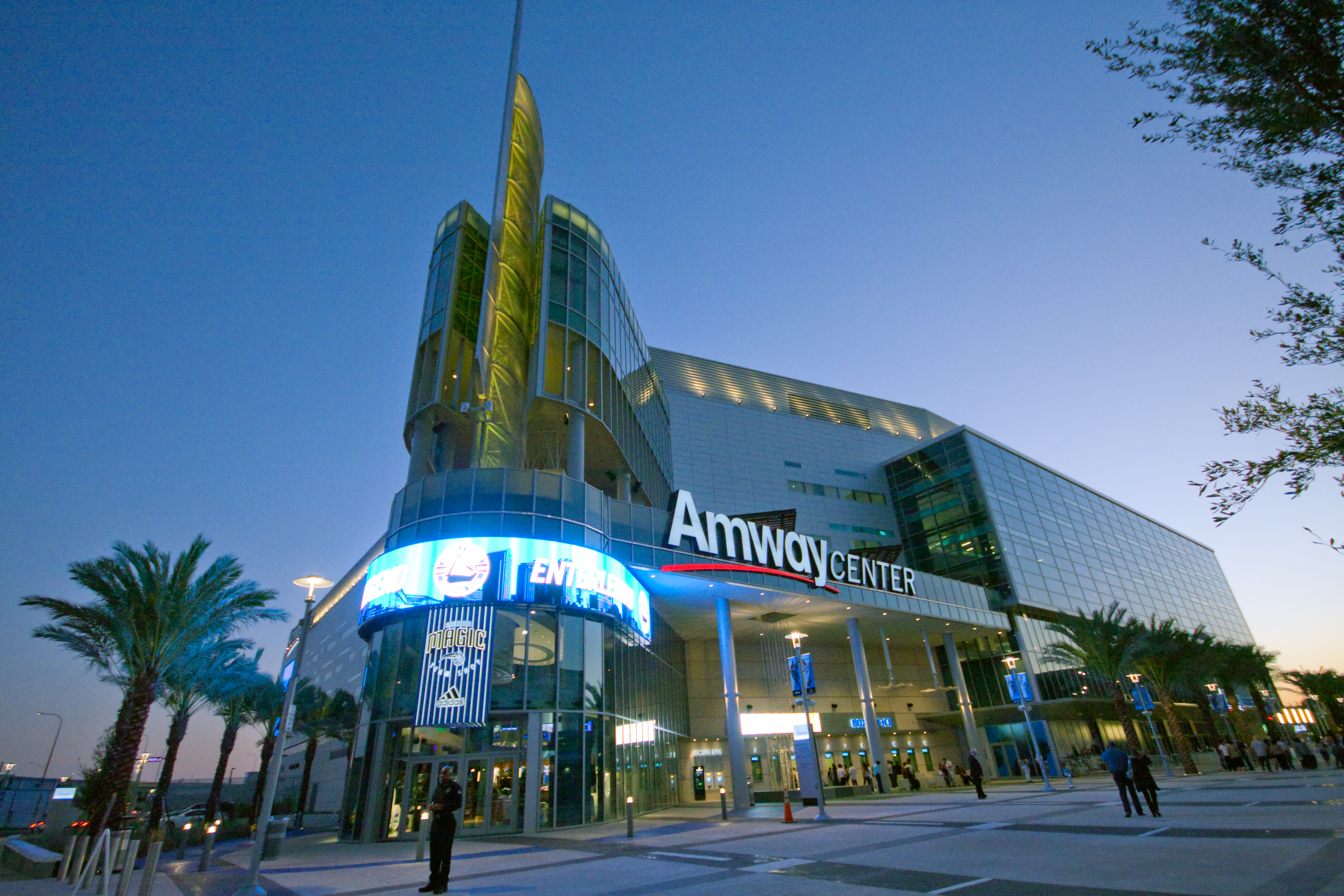
Amway Center где будет проходит SummerSlam (2020) и другие шоу от WWE

Из-за пандемии COVID-19 WWE пришлось большую часть своих шоу проводить в Подготовительном центре WWE в Орландо, штат Флорида, с середины марта без присутствия фанатов, хотя в конце мая продвижение началось с использования стажеров Подготовительного центра в качестве живой аудитории, которая в середине июня была дополнительно расширена до друзей и членов семьи рестлеров. Саммерслэм, как и предыдущее ночное мероприятие NXT TakeOver, первоначально планировалось провести в Бостоне, штат Массачусетс, в TD Garden. 8 мая продолжающаяся пандемия вынудила мэра Бостона Марти Уолша приостановить все крупномасштабные мероприятия до 7 сентября, фактически отменив запланированные шоу WWE в городе.
Журналист в области реслинга Дейв Мельтцер сообщил, что промоушин будет открыт для переноса Саммерслама на сентябрь, что это означает с присутствием фанатов. Однако реклама, вышедшая в эфир во время The Horror Show at Extreme Rules, подтвердила, что Саммерслэм все же пройдет 23 августа, но не ссылаясь на город или место проведения. Хотя Pro Wrestling Insider сообщил, что мероприятие будет проходить в Подготовительном Центре WWE, 23 июля промоушен опубликовал официальное заявление, что объявление о новом месте будет сообщено в ближайшее время. WWE также заявила, что возврат денежных средств будет произведен в первоначальном пункте покупки. Затем PWInsider сообщил, что WWE изучала возможность проведения Саммерслама на круизном лайнере или на пляже.
17 августа было официально объявлено, что SummerSlam будет проходить в Эмвей-центре, более крупного объекта, расположенного в Орландо. Делая SummerSlam первым крупным событием WWE, которое будет проходить за пределами Подготовительного Центра с марта 2020 года. WWE также заключила соглашение с Эмвей-центром, в соответствии с которым все будущие трансляции «в обозримом будущем» Raw, SmackDown и PPV будут проводиться на площадке. Наряду с этим переездом WWE сотрудничала с компанией Fan experience с полным спектром услуг The Famous Group, чтобы обеспечить «виртуальный фанатский опыт», получивший название «ThunderDome», который впервые показан на эпизоде SmackDown от 21 августа. Дроны, лазеры, пиротехника, дым и проекции будут использоваться для того, чтобы сделать выходы рестлеров «лучше, чем на Рестлмании», по словам исполнительного вице-президента WWE по телевизионному производству Кевина Данна, который далее отметил, что «теперь мы можем делать то, что никогда не могли бы сделать иначе». Они также установили почти 1000 светодиодных досок в Эмвей-центре, чтобы обеспечить ряды и ряды виртуальных вентиляторов, которые могут зарегистрироваться на бесплатное виртуальное место. Звук арены также будет смешан с звуком виртуальных фанатов, чтобы можно было услышать песнопения фанатов.

## Результаты
| №                                                    | Матч                                                                                                  | Тип матча | Время | Оценки Дейва Мельтцера |
| ---------------------------------------------------- | --- | --- | ----- | ---------------------- |
| 1P                                                   | Апполо Крюс (c) победил MVP                                                                           | Титульный матч за Чемпионство Соединённых Штатов WWE Бобби Лэшли и Шелтону Бенджамину запретили находиться рядом с рингом. | 6:40  | 2.25 звезды            |
| 2                                                    | Бейли(c) (с Сашей Бэнкс) победила Аску                                                                | Титульный матч за Женское чемпионство SmackDown WWE                                                                        | 11:35 | 3.25 звезды            |
| 3                                                    | «Уличная нажива» (Анджело Докинз и Монтес Форд) (с) победили Андраде и Анхеля Гарзу (с Зелиной Вегой) | Титульный матч за Командные чемпионства Raw WWE                                                                            | 7:50  | 2.00 звезды            |
| 4                                                    | Мэнди Роуз победила Соню Девилль                                                                      | Матч без дисквалификаций Проигравшая покидает WWE                                                                          | 10:05 | 2.75 звезды            |
| 5                                                    | Сет Роллинс (с Мерфи) победил Доменика Мистерио (с Реем Мистерио)                                     | Матч по правилам Уличная драка                                                                                             | 22:35 | 3.75 звезды            |
| 6                                                    | Аска победила Саша Бэнкс (с) (с Бейли) удержанием                                                     | Титульный матч за Женское чемпионство Raw WWE                                                                              | 11:25 | 3.75 звезды            |
| 7                                                    | Дрю Макинтайр (с) победил Рэнди Ортона                                                                | Титульный матч за Чемпионство WWE                                                                                          | 20:35 | 4.25 звезды            |
| 8                                                    | «Изверг» Брэй Уайатт победил Брауна Строумана (с)                                                     | Титульный матч за Вселенское Чемпионство WWE                                                                               | 12:00 | 1.00 звезда            |
| (с) — чемпион на момент поединка P — матч на пре-шоу | | |       |                        |

## Заметки
1. ↑  Мероприятие проходило без зрителей из-за пандемии COVID-19 в Соединенных Штатах, хотя в нем участвовала живая толпа виртуальных фанатов через просмотр ThunderDome от WWE.